# ژانگ ویگانگ
ژانگ ویگانگ (انگلیسی: Zhang Weigang؛ زادهٔ ۱۶ ژوئیهٔ ۱۹۶۱)  تیرانداز اهل چین بود. وی در بازی‌های المپیک تابستانی ۱۹۸۸ حضور داشته‌است.